# 北海道札幌星園高等学校
北海道札幌星園高等学校（ほっかいどう さっぽろせいえんこうとうがっこう、Hokkaido Sapporo Seien High School）は、かつて北海道札幌市中央区南8条西2丁目にあった市立高等学校。校舎は現在、市民活動プラザ星園として使用されている。

## 沿革
- 1925年（大正14年） - 札幌市立実業女学校として創立（南10条西3丁目、札幌市立高等女学校〈現・北海道札幌東高等学校〉に併置）[2]。夜間本科、修業2年[3]。
- 1957年（昭和2年） - 学則改正により夜間女子本科修業3年となる[3]。
- 1933年（昭和8年） - 学則改正により女子本科修業2年、高等科修業1年、専修科修業1年となる[3]。
- 1935年（昭和10年） - 青年学校令により公立青年学校札幌市立実業女学校と改称。夜間女子本科修業2年、専修科修業1年となる[3]。
- 1941年（昭和16年） - 札幌市立高等家政女学校となる[4]。夜間女子、修業3年[3]。
- 1948年（昭和23年） - 学制改革により札幌市立家政高等学校に転換[5]。夜間女子、修業4年[3]。
- 1950年（昭和25年） - 北海道札幌星園高等学校と改称[6]。夜間男女共学、普通科・商業科・家庭科を設置[3]。
- 1953年（昭和28年） - 北海道札幌東高等学校が移転。依然として、併設の札幌市立中島中学校[注釈 1]を夜間使用[7]。家庭科廃止[3]。
- 1964年（昭和39年） - 中島中学校新校舎完成に伴い校舎移転（南12条西7丁目）[3]。
- 1973年（昭和48年） - 普通科昼間部を設置、商業科募集停止[3]。独立校舎落成移転（南8条西2丁目）[8]。
- 1980年（昭和55年） - 北海道札幌石山高等学校昼間定時制を編入[9]。
- 2008年（平成20年） - 市立札幌大通高等学校へ統合に伴い生徒募集停止[10]。
- 2010年（平成22年） - 在校生を市立札幌大通高等学校へ転校させることにより、同校は閉校[10][3]。

## 教育課程
- 定時制課程
  - 普通科
    - 昼間部
    - 夜間部

## 関連人物
- 久津知子 - 棋士、卒業生
- 見澤俊明 - 研究者になる前に13年間在籍
- 藤岡喜久男 - 研究者になる前に在籍